# ATC code H04
ATC code H04 هورمون‌های لوزالمعده زیرگروهی درمانی از سیستم طبقه‌بندی شیمیایی درمانی آناتومیک است. این سیستمِ متشکل از کدهای حرفی‌عددی را سازمان جهانی بهداشت برای طبقه‌بندی داروها و سایر تولیدات پزشکی ایجاد کرده است. زیرگروه H04 جزوی از گروه آناتومیک H فراورده‌های هورمونی به‌غیر از هورمون‌های جنسی و انسولین است.

کدهای مورد استفاده در دامپزشکی (کدهای ATCvet) را می‌توان با گذاشتن حرف Q جلو کدهای انسانی ATC ایجاد کرد: مثلاً QH04. 
ممکن است نسخه‌های ملی از طبقه‌بندی ATC حاوی کدهای اضافه‌ای باشند که در این فهرست (نسخهٔ سازمان جهانی بهداشت) نیامده باشند.

## H04A هورمون‌های گلیکوژنولیزی

### H04AA هورمون‌های گلیکوژنولیزی
H04AA01 گلوکاگون